# UIP (micro IP)
Bei uIP handelt es sich um einen open-source TCP/IP-Stack, der privat wie kommerziell frei verwendet werden darf. Der Stack ist zum RFC-Standard kompatibel und wird bevorzugt in 8-Bit-Mikrocontrollern eingesetzt, wie zum Beispiel dem ATmega von Atmel. Durch die Portierung auf andere Mikrocontroller und sogar auf DSPs ist der Stack auf vielen eingebetteten Systemen einsetzbar. Entwickelt wurde der Stack von Adam Dunkels unter Verwendung seiner Protothreads-Implementierung.
Es werden die Protokolle ARP, SLIP, ICMP, TCP und UDP unterstützt. Des Weiteren existiert Code für Standardanwendungen wie Webserver, SMTP-Clients, Telnetserver, Webclients und DNS. Ebenso ist eine IPv6-Unterstützung zu finden.
Der Stack zeichnet sich durch minimale Codegröße und Speichernutzung aus. Dies ist der Grund dafür, dass er in der AVR-Szene häufig Verwendung findet.
uIP wird häufig zusammen mit den ebenfalls von Adam Dunkels entwickelten ProtoSockets verwendet, einer Plattform-unabhängigen Implementierung des Endlichen Automaten.